# Paulo André Rodrigues de Oliveira
Paulo André Rodrigues de Oliveira (Vila Nova de Famalicão, 8 gennaio 1992) è un calciatore portoghese, difensore del Braga.

## Caratteristiche tecniche
Gioca come difensore centrale.

## Palmarès

### Club

#### Competizioni nazionali
- Coppa di Portogallo: 1

Sporting CP: 2014-2015
- Supercoppa di Portogallo: 1

Sporting CP: 2015
- Coppa di Lega portoghese: 1

Braga: 2023-2024